# Peltospira lamellifera
Peltospira lamellifera là một loài ốc biển, là động vật thân mềm chân bụng sống ở biển thuộc họ Peltospiridae.